# 극장판 달의 요정 세일러문 SuperS
《극장판 달의 요정 세일러문 SuperS》 또는 《미소녀 전사 세일러문 SuperS 세일러 9전사 집결! 블랙 드림 홀의 기적》은 달의 요정 세일러문 SuperS의 극장판이다. 아미의 첫사랑과 동시 상영하였다. 주요 내용은 하멜른의 피리 부는 사나이를 모티브로 하여 제작되었다.

## 같이 보기
- 하멜른의 피리 부는 사나이